# Praxibulus laminatus
Praxibulus laminatus är en insektsart som först beskrevs av Carl Stål 1878.  Praxibulus laminatus ingår i släktet Praxibulus och familjen gräshoppor. Inga underarter finns listade i Catalogue of Life.